# Cut (Unix)
Pour les articles homonymes, voir cut.
 cut est une commande POSIX qui retire des passages de chaque ligne des fichiers passés en paramètre et affiche le résultat sur la sortie standard.
Son nom vient du verbe anglais cut signifiant « couper ».
Exemple :
```
$>
 
# Le fichier à traiter correspond à l'unique ligne

$>
 
# «Wikipedia, lʼencyclopédie Universelle».

$>
 
# On commence par afficher le deuxième champ avec pour délimiteur

$>
 
# de champs une espace.

$>
 
echo
 
"Wikipedia, lʼencyclopédie Universelle"
|
cut
 
-d
\ 
 
-f
 
2

lʼencyclopédie
$>
 
# On peut retenir plusieurs champs…

$>
 
echo
 
"Wikipedia, lʼencyclopédie Universelle"
|
cut
 
-d
\ 
 
-f
 
1
,2
Wikipedia,
 
lʼencyclopédie
$>
 
# Cette fois on utilise la virgule comme délimiteur

$>
  
echo
 
"Wikipedia, lʼencyclopédie Universelle"
|
cut
 
-d,
  
-f
 
2

 
lʼencyclopédie
 
Universelle

```